# Palaghiaccio Sill
Il Palaghiaccio Sill o Pista di ghiaccio Sill (in ted.: Eislaufplatz Sill) è uno stadio del ghiaccio italiano. Si trova nel comune di Renon, nella frazione Castel Novale/Sill, ma è di proprietà del Comune di Bolzano, e vista la vicinanza al capoluogo è a tutti gli effetti considerata la seconda pista della città dopo la Sparkasse Arena.
Ospita le attività di alcune squadre giovanili (Foxes Academy), oltre che di alcune squadre amatoriali. Ospita inoltre gli allenamenti di pattinaggio artistico, in particolare dell'Ice Club Bolzano. 
Oltre alla pista regolamentare per gli incontri di hockey su ghiaccio è presente anche una pista più piccola, scoperta.
Il maltempo nel dicembre 2020 provocò la caduta di alcuni massi dal fianco della montagna, che danneggiò gravemente la copertura, rendendo inagibile la struttura. In attesa di trovare i fondi per ricostruire il tetto, il comune di Bolzano provvide a smontare la copertura pericolante, consentendo dopo circa un anno la riapertura della pista, provvisoriamente scoperta.